# Distretto di Panchkula
Il distretto di Panchkula è un distretto dell'Haryana, in India, di 469 210 abitanti. È situato nella divisione di Ambala e il suo capoluogo è Panchkula.